# Hattorf am Harz
Hattorf am Harz là một đô thị của huyện Osterode, bang Niedersachsen, Đức. Đô thị này có diện tích 29,19 km². Hattorf am Harz nằm ở phía nam Harz, cự ly khoảng 10 km về phía nam của Osterode am Harz.
Hattorf là thủ phủ của Samtgemeinde ("đô thị tập thể") Hattorf am Harz.